# 牛家站
牛家站位于中华人民共和国黑龙江省哈尔滨市五常市牛家满族镇，建于1934年，现隶属哈尔滨局集团，为四等站。拉滨铁路经过此站。

## 车站周边
- 牛家镇中学

## 临近车站
拉林站 - 牛家站 - 周家站

## 业务办理
客运办理旅客乘降，行李，包裹托运业务。货运办理整车货物到发, 危险货运办理化肥，农药到发。